# Station Gronów
Station Gronów is een spoorwegstation in de Poolse plaats Gronów.